# عفنة ثنائية التفرع
عفنة ثنائية التفرع (الاسم العلمي:Mucor dichotomus) هي نوع من الفطريات تتبع جنس العفنة من الفصيلة العفنية.